# Rodoald (król Longobardów)
Rodoald (lub Rodwald) (zm. 653) – król Longobardów w latach 652–653. Syn Rotariego.
Mówiono o nim, że był lubieżny i został zabity po zaledwie sześciu miesiącach rządów w 653 przez męża jednej z jego kochanek. Aripert, konkurencyjny pretendent, został wybrany na jego miejsce dzięki wsparciu kościoła katolickiego, który sprzeciwiał się ariańskiej monarchii.